# Caer en tentación
Caer en tentación es una telenovela  de drama policíaco mexicana producida por Giselle González para Televisa y transmitida por Las Estrellas entre 2017 y 2018. Es una adaptación de la teleserie argentina Amar después de amar creada por Erika Halvorsen y Gonzalo Demaría. Está adaptada por Leonardo Bechini y Óscar Tabernise. La trama toca el tema de la infidelidad. Se estrenó el 18 de septiembre de 2017 en sustitución de Hoy voy a cambiar, reestrenándose el domingo 24 de septiembre debido a los hechos tras el terremoto del 19 de septiembre de 2017, y finalizó el domingo 11 de febrero de 2018 siendo remplazada por la primera temporada de Por amar sin ley.
Esta protagonizada por Silvia Navarro, Gabriel Soto, Adriana Louvier y Carlos Ferro, junto con Arath de la Torre, Erika de la Rosa y Julieta Egurrola en los roles antagónicos. Las grabaciones iniciaron el 3 de julio de 2017. La producción concluyó el 17 de enero de 2018.
La telenovela fue nominada 18 veces en los Premios TVyNovelas 2018 y ganadora en la categoría «Mejor telenovela».

## Trama
La historia sigue a Raquel (Silvia Navarro) y Damián (Gabriel Soto), una pareja casada con dos hijos. Damián conoce a Carolina (Adriana Louvier), quien está casada con Santiago Alvarado (Carlos Ferro), un arquitecto de construcción con quien tiene dos hijos.
Un incidente en la escuela de sus hijos lleva a Raquel y Santiago a conocerse, y posteriormente, las dos parejas se convierten en amigos cercanos. Sin embargo, Damián y Carolina comienzan una relación extramarital.
La situación se complica cuando Damián y Carolina sufren un accidente de coche. Damián resulta gravemente herido, mientras que Carolina desaparece misteriosamente del lugar del accidente. Durante la investigación policial, Raquel y Santiago descubren la infidelidad de sus cónyuges.

## Reparto

### Principales
- Silvia Navarro como Raquel Cohen Nasser de Becker[6][7]
- Gabriel Soto como Damián Becker Franco
- Adriana Louvier como Carolina Rivas Trejo de Alvarado[8]
  - Dalexa Meneses interpretó a Carolina de niña
- Carlos Ferro como Santiago Alvarado Flores
- Arath de la Torre como Andrés Becker Acher
- Julieta Egurrola como Miriam Franco Vda. de Becker
- Beatriz Moreno como Jovita
- Ela Velden como Mía Becker Cohen
- Erika de la Rosa como Alina del Villar[9]
- Julia Urbini como Dolores «Lola» Alvarado Rivas
- Luz Ramos como Laura García Jiménez de Godoy
- Carlos Valencia como Vicente Rivas Trejo
  - Daney interpretó a Vicente de joven
- Enoc Leaño como Rodolfo Rueda
- Irineo Álvarez como Antonio Ibáñez Lara
- Adalberto Parra como Ignacio «Nacho» Galindo
- Luis Fernando Peña como Agustín Chávez
- Anna Ciocchetti como Azucena
- Jorge Luis Vázquez como Fernando Godoy Alba
- Moisés Arizmendi como Cristian
- Liz Gallardo como Gabriela Izaguirre
- José Manuel Rincón como Nicolás «Nico» Alvarado Rivas
- Germán Bracco como Federico «Fede» Becker Cohen
- Francisco Pizaña como Juan Durán
- Pierre Louis como Bernardo «Bebo» Galindo Pérez
- Andrea Guerrero como Cinthia Cohen Nasser
- Nicole Vale como Julieta
- Emma Escalante como Celia Salguero

### Recurrentes e invitados especiales
- Ignacio Tahhan como Miguel Villegas
- Jorge de los Reyes como Rafael Estrada
- Arturo Carmona como Leonardo
- Montserrat Marañón como Lisa Ávalos
- Luisa Rubino como Patricia Vargas Olmos
- Xabiani Ponce de León como Joaquín
- Dayren Chávez como Luz
- Alejandro de Hoyos Parera como Samuel «Sammy» Rueda
- Jerry Velázquez como Daniel «Dany»
- Benjamín Islas como Doctor
- Alicia Jaziz como Florencia Chávez
- Fernando Robles como Zaldívar
- Dettmar Yáñez como Blas Garrido
- Julia Argüelles

## Audiencia
| Temporada | Horario (CT)                                                        | Episodios | Primera emisión          | Primera emisión      | Última emisión        | Última emisión       | Promedio de espectadores (millones) |
| Temporada | Horario (CT)                                                        | Episodios | Fecha                    | Audiencia (millones) | Fecha                 | Audiencia (millones) | Promedio de espectadores (millones) |
| --------- | ------------------------------------------------------------------- | --------- | ------------------------ | -------------------- | --------------------- | -------------------- | ----------------------------------- |
| 1         | lunes a viernes 21:30 - 22:30 h. domingo 21:00 - 23:00 h. (ep. 102) | 102       | 18 de septiembre de 2017 | 3.6                  | 11 de febrero de 2018 | 3.7                  | 2.72                                |

## Episodios
| N.º | Título                                                      | Fecha de emisión original | Audiencia (millones) |
| --- | ----------------------------------------------------------- | ------------------------- | -------------------- |
| 1 | «Damián y Carolina sufren un grave accidente»               | 18 de septiembre de 2017  | 3.6                  |
| Damián y Carolina sufren un grave accidente. Los paramédicos solo recogen el cuerpo de Damián y la policía comienza a investigar los hechos. Al no encontrar a su esposa, Santiago se entera de que Damián y Carolina son amantes. |                                                             |                           |                      |
| 2 | «¿Dónde está Carolina?»                                     | 25 de septiembre de 2017  | 2.2                  |
| Santiago y Raquel se enteran de que Damián y Carolina tenían planeado viajar a Miami la noche que sufrieron el accidente. Raquel se deja llevar por la rabia y explota al pensar que fue un estúpida por no darse cuenta del engaño. |                                                             |                           |                      |
| 3 | «Raquel descubre la mentira de Damián»                      | 26 de septiembre de 2017  | 3.3                  |
| Raquel descubre que Damián recibe gestos de gratitud por parte de Carolina. Para aclarar el malentendido, Raquel habla con ella para decirle que el obsequio que recibió fue de su parte y que Damián le robó el mérito. Al escuchar esto, Santiago le reclama a Carolina por haberle mentido con respecto a la dedicatoria que venía escrita dentro del libro de cocina. |                                                             |                           |                      |
| 4 | «Carolina cae en la tentación de Damián»                    | 27 de septiembre de 2017  | 3.3                  |
| Damián encuentra a Carolina mirando unos zapatos bastante caros en un aparador y como gesto caballeroso, él se ofrece a regalárselos. De un momento a otro Damián y Carolina tienen un peligroso acercamiento que desata el deseo de estar juntos. |                                                             |                           |                      |
| 5 | «Santiago busca a Vicente»                                  | 28 de septiembre de 2017  | 3.0                  |
| Vicente le cuenta a Santiago que hace tiempo Carolina se paseaba de la mano de un hombre elegante. Santiago siente rabia al pensar que su esposa tan solo era superficial y tenía una atracción por el dinero. |                                                             |                           |                      |
| 6 | «Comienzan los problemas entre Santiago y Carolina»         | 29 de septiembre de 2017  | 3.1                  |
| Carolina comienza a sentirse incomprendida por Santiago, piensa que él sólo la ve como una sirvienta que debe dedicarse al hogar, pero ella busca sentirse realizada y decide comenzar a hacer negocios con Raquel, sin importar que esto le cause conflictos con Santiago.                                                                                               |                                                             |                           |                      |
| 7 | «Miriam quiere destruir a Raquel»                           | 2 de octubre de 2017      | 3.0                  |
| Miriam pide la ayuda de Andrés para demostrar que Raquel es culpable del accidente que sufrió Damián. Si encuentra las pruebas necesarias, Raquel podría quedarse sola en la calle o bien podría vivir años en la cárcel. |                                                             |                           |                      |
| 8 | «Carolina es encontrada sin vida»                           | 3 de octubre de 2017      | 3.3                  |
| Antonio llama a Santiago y le informa que Carolina apareció. Mientras tanto, Miriam habla con su hijo en el hospital y al contarle que finalmente encontraron a Carolina, Damián sufre un infarto. |                                                             |                           |                      |
| 9 | «La policía busca al asesino de Carolina»                   | 4 de octubre de 2017      | 3.3                  |
| La policía realiza unos estudios periciales al cuerpo de Carolina y descubren que ella llevaba ocho semanas de embarazo, además de saber que la causa de su muerte, se debió a un impacto de bala justo en el corazón. |                                                             |                           |                      |
| 10 | «Andrés es sospechoso en el Caso Becker»                    | 5 de octubre de 2017      | 3.1                  |
| Azucena nota el enfado de Andrés al ver a la policía investigando las finanzas de la empresa, Andrés se justifica al decir que sus desvíos fueron para ayudar a su primo y a Raquel, pero Godoy ya lo tiene en la mira por ser el más beneficiado, si Damián llegara a morir.                                                                                             |                                                             |                           |                      |
| 11 | «Lola está en problemas»                                    | 6 de octubre de 2017      | 2.8                  |
| Laura le cuenta a Santiago que una compañera de su hija posee información sobre un viaje de generación que realizaron. Santiago intenta hablar con su hija, pero ella niega haber hecho algo malo. Lola no duda en amenazar a Patricia y le advierte que si abre la boca, la matará.                                                                                      |                                                             |                           |                      |
| 12 | «Mía sufre una agresión sexual»                             | 9 de octubre de 2017      | 2.7                  |
| Mía llega a la supuesta fiesta y se encuentra con Joaquín y sus amigos. De un momento a otro Mía es acosada sexualmente y Joaquín intenta abusar de ella. Al estar tocándola, Joaquín logra ver sus cortes en las piernas y se aparata de inmediato. |                                                             |                           |                      |
| 13 | «Damián defiende a Lola»                                    | 10 de octubre de 2017     | 2.9                  |
| Lola le cuenta a Carolina que Andrés la amenazó y le pidió tener sexo a cambio de no destruir la reputación del negocio de banquetes. Damián interviene y se enfrenta a cara a cara con Andrés, advirtiéndole que Lola es menor de edad y que la policía podría intervenir si no la dejan en paz.                                                                         |                                                             |                           |                      |
| 14 | «Raquel y Santiago llegan al lugar de la tentación»         | 11 de octubre de 2017     | 2.9                  |
| Con la ayuda de Lisa, Santiago y Raquel buscan la cabaña donde vivían Damián y Carolina, al llegar a ella, descubren cómo durante tres años, sus respectivas parejas mantenían una relación a escondidas. |                                                             |                           |                      |
| 15 | «Vicente amenaza a Carolina»                                | 12 de octubre de 2017     | 3.0                  |
| Vicente y Carolina se enfrentan, ya que ella le impide ver a su hijo debido al estado de ebriedad en el que se encuentra. Vicente no duda en amenazarla y le advierte que si sigue mintiéndose en su vida, no dudará en matarla. |                                                             |                           |                      |
| 16 | «Miriam le quita todo a Raquel»                             | 13 de octubre de 2017     | 2.6                  |
| Raquel se percata que sus cuentas bancarias fueron congeladas y que se ha quedado sin dinero. El plan de Miriam es dejar a Raquel en la calle y verla suplicar, ya que sin Damián no hay forma alguna en que ella obtenga beneficios por parte de la empresa. |                                                             |                           |                      |
| 17 | «Godoy descubre que Carolina y Damián tuvieron un hijo»     | 16 de octubre de 2017     | 3.0                  |
| 18 | «Santiago explota contra Damián»                            | 17 de octubre de 2017     | 3.2                  |
| 19 | «Santiago promete proteger a Raquel»                        | 18 de octubre de 2017     | 2.7                  |
| 20 | «Carolina intenta ocultar su embarazo»                      | 19 de octubre de 2017     | 2.9                  |
| 21 | «Tres años de mentiras y engaños»                           | 20 de octubre de 2017     | 2.7                  |
| 22 | «Santiago y Raquel son acusados de asesinar a Carolina»     | 23 de octubre de 2017     | 3.2                  |
| 23 | «Mía nota los celos de Carolina»                            | 24 de octubre de 2017     | 3.1                  |
| 24 | «Otra traición de Damián sale a la luz»                     | 25 de octubre de 2017     | 3.2                  |
| 25 | «Andrés abusa de Carolina»                                  | 26 de octubre de 2017     | 3.1                  |
| 26 | «Santiago sospecha de Andrés»                               | 27 de octubre de 2017     | 2.6                  |
| 27 | «Andrés y Damián llegan a un acuerdo»                       | 30 de octubre de 2017     | 3.0                  |
| 28 | «Raquel se muere de celos»                                  | 31 de octubre de 2017     | 2.5                  |
| 29 | «Vicente descubre la infidelidad de Carolina»               | 1 de noviembre de 2017    | 2.2                  |
| 30 | «La policía sospecha de Nacho»                              | 2 de noviembre de 2017    | 2.6                  |
| 31 | «Damián decide terminar su relación con Carolina»           | 3 de noviembre de 2017    | 2.7                  |
| 32 | «Nico cae en las redes de Alina»                            | 6 de noviembre de 2017    | 2.9                  |
| 33 | «Lola recibe una carta de Patricia»                         | 7 de noviembre de 2017    | 2.9                  |
| 34 | «Gabriela le ocasiona problemas a Damián»                   | 8 de noviembre de 2017    | 2.6                  |
| 35 | «Mía y Fede creen que Damián es infiel»                     | 9 de noviembre de 2017    | 2.8                  |
| 36 | «Raquel acepta estar enamorada de Santiago»                 | 10 de noviembre de 2017   | 2.4                  |
| 37 | «Mía hace sentir mal a Damián»                              | 13 de noviembre de 2017   | 2.8                  |
| 38 | «Raquel sufre por el abandono de Damián»                    | 14 de noviembre de 2017   | 3.0                  |
| 39 | «Christian descubre que Carolina es la amante de Damián»    | 15 de noviembre de 2017   | 2.5                  |
| 40 | «Carolina condiciona a Damián»                              | 16 de noviembre de 2017   | 2.6                  |
| 41 | «Raquel y Santiago ya no quieren esconder su amor»          | 17 de noviembre de 2017   | 2.7                  |
| 42 | «Mía amenaza a Raquel»                                      | 20 de noviembre de 2017   | 2.6                  |
| 43 | «Raquel y Santiago deben separarse»                         | 21 de noviembre de 2017   | 2.7                  |
| 44 | «Laura delata a Cinthia»                                    | 22 de noviembre de 2017   | 2.3                  |
| 45 | «Carolina se culpa por la muerte de su bebé»                | 23 de noviembre de 2017   | 2.6                  |
| 46 | «Damián presencia el parto de Carolina»                     | 24 de noviembre de 2017   | 2.4                  |
| 47 | «Benjamín no es hijo de Santiago»                           | 27 de noviembre de 2017   | 2.4                  |
| 48 | «Vicente y Carolina comparten un oscuro secreto»            | 28 de noviembre de 2017   | 2.6                  |
| 49 | «Vicente revela el pasado de Carolina»                      | 29 de noviembre de 2017   | 2.3                  |
| 50 | «Los Becker y los Alvarado se reúnen por Benjamín»          | 30 de noviembre de 2017   | 2.6                  |
| 51 | «Miriam y Santiago pelean por la custodia de Benjamín»      | 1 de diciembre de 2017    | 2.6                  |
| 52 | «Federico intenta descubrir su sexualidad»                  | 4 de diciembre de 2017    | 2.7                  |
| 53 | «Raquel deja a Santiago para proteger a Mía»                | 5 de diciembre de 2017    | 2.9                  |
| 54 | «Godoy está seguro que Santiago es el asesino»              | 6 de diciembre de 2017    | 3.0                  |
| 55 | «Raquel intenta negociar con Miriam»                        | 7 de diciembre de 2017    | 2.3                  |
| 56 | «Nacho es inocente»                                         | 8 de diciembre de 2017    | 2.2                  |
| 57 | «Raquel cree estar embarazada»                              | 11 de diciembre de 2017   | 2.6                  |
| 58 | «Carolina se enfrenta a Damián»                             | 12 de diciembre de 2017   | 2.5                  |
| 59 | «Raquel sufre una crisis de pánico»                         | 13 de diciembre de 2017   | 2.5                  |
| 60 | «Alina acepta el soborno de Rueda»                          | 14 de diciembre de 2017   | 2.5                  |
| 61 | «Raquel es secuestrada»                                     | 15 de diciembre de 2017   | 2.3                  |
| 62 | «Santiago es arrestado por homicidio»                       | 18 de diciembre de 2017   | 2.1                  |
| 63 | «Miriam quiere vengar a Damián»                             | 19 de diciembre de 2017   | 2.7                  |
| 64 | «Andrés tiene un plan para hundir a Santiago»               | 20 de diciembre de 2017   | 2.5                  |
| 65 | «Florencia provoca los celos de Carolina»                   | 21 de diciembre de 2017   | 2.4                  |
| 66 | «Miriam gana la custodia de Benjamín»                       | 22 de diciembre de 2017   | 2.2                  |
| 67 | «Santiago está dispuesto a escapar de la cárcel»            | 25 de diciembre de 2017   | 1.5                  |
| 68 | «Alina tiene a Nicolás en sus manos»                        | 26 de diciembre de 2017   | 2.3                  |
| 69 | «Carolina sospecha que Raquel descubrió todo»               | 27 de diciembre de 2017   | 2.6                  |
| 70 | «Antonio y Godoy van tras el verdadero asesino»             | 28 de diciembre de 2017   | 2.6                  |
| 71 | «El tiempo de Damián se terminó»                            | 29 de diciembre de 2017   | 2.1                  |
| 72 | «Carolina pierde la amistad de Raquel»                      | 1 de enero de 2018        | 2.1                  |
| 73 | «Carolina frena las amenazas de Vicente»                    | 2 de enero de 2018        | 2.8                  |
| 74 | «Federico se revela ante Andrés y Miriam»                   | 3 de enero de 2018        | 2.8                  |
| 75 | «Damián despertó»                                           | 4 de enero de 2018        | 2.6                  |
| 76 | «Lola le confiesa su secreto a Alina»                       | 5 de enero de 2018        | 2.5                  |
| 77 | «Andrés quiere deshacerse de Miguel»                        | 8 de enero de 2018        | 2.7                  |
| 78 | «Damián le pone un alto a Mía»                              | 9 de enero de 2018        | 3.0                  |
| 79 | «Raquel debe decidir... Damián o Santiago»                  | 10 de enero de 2018       | 2.6                  |
| 80 | «Florencia se preocupa por Santiago»                        | 11 de enero de 2018       | 2.6                  |
| 81 | «Lisa cree que Vicente mató a Carolina»                     | 12 de enero de 2018       | 2.5                  |
| 82 | «Santiago le pide explicaciones a Vicente»                  | 15 de enero de 2018       | 2.9                  |
| 83 | «Alina debe evitar que Raquel y Santiago sigan juntos»      | 16 de enero de 2018       | 2.8                  |
| 84 | «Carolina está dispuesta a terminar con sus problemas»      | 17 de enero de 2018       | 2.9                  |
| 85 | «Lola ve a Raquel como una madre»                           | 18 de enero de 2018       | 2.8                  |
| 86 | «Mía acepta envenenar a Alina»                              | 19 de enero de 2018       | 2.8                  |
| 87 | «Alina intenta que Santiago se enfrente a Raquel»           | 22 de enero de 2018       | 2.7                  |
| 88 | «Raquel y Carolina recuperan su amistad»                    | 23 de enero de 2018       | 2.8                  |
| 89 | «Raquel no puede dejar a Damián»                            | 24 de enero de 2018       | 3.0                  |
| 90 | «Damián quiere deshacerse de Vicente»                       | 25 de enero de 2018       | 2.7                  |
| 91 | «Federico descubre a Damián»                                | 26 de enero de 2018       | 2.8                  |
| 92 | «Andrés intenta comprar a Laura»                            | 29 de enero de 2018       | 3.0                  |
| 93 | «Damián quiere huir con Carolina»                           | 30 de enero de 2018       | 2.8                  |
| 94 | «Santiago pierde la confianza de Raquel»                    | 31 de enero de 2018       | 2.9                  |
| 95 | «Raquel quiere saber la verdad»                             | 1 de febrero de 2018      | 2.8                  |
| 96 | «Garrido confiesa ante la policía»                          | 2 de febrero de 2018      | 2.8                  |
| 97 | «Carolina le pide el divorcio a Santiago»                   | 5 de febrero de 2018      | 2.8                  |
| 98 | «Raquel quiere saber la verdad sobre Carolina»              | 6 de febrero de 2018      | 2.7                  |
| 99 | «Raquel ya no quiere seguir a lado de Damián»               | 7 de febrero de 2018      | 2.8                  |
| 100 | «Santiago sabía la verdad sobre la infidelidad de Carolina» | 8 de febrero de 2018      | 2.7                  |
| 101 | «Andrés mata a Azucena»                                     | 9 de febrero de 2018      | 3.0                  |
| 102103 | «Damián se declara culpable»                                | 11 de febrero de 2018     | 3.7                  |

Notas
1. ↑  El episodio 1 se transmitió originalmente el 18 de septiembre de 2017 y se retransmitió el domingo 24 de septiembre de 2017.
2. 1 2 3 4  Los episodios 2, 3, 4 y 5 no se emitieron el 19, 20, 21, 22 y 23 de septiembre, debido al terremoto en el centro de México del 19 de septiembre de 2017. Posteriormente, el 24 de septiembre, se reanudaron las transmisiones normales.[15][16]

## Premios y nominaciones

### Premios TVyNovelas 2018
| Categoría                  | Nominado (a)                     | Resultado |
| -------------------------- | -------------------------------- | --------- |
| Mejor telenovela           | Giselle González Salgado         | Ganadora  |
| Mejor guion o adaptación   | Leonardo Bechini                 | Ganador   |
| Mejor actriz protagónica   | Silvia Navarro                   | Nominada  |
| Mejor actriz protagónica   | Adriana Louvier                  | Nominada  |
| Mejor actor protagónico    | Gabriel Soto                     | Nominado  |
| Mejor villana              | Julieta Egurrola                 | Nominada  |
| Mejor villano              | Arath de la Torre                | Nominado  |
| Mejor primera actriz       | Julieta Egurrola                 | Nominada  |
| Mejor primer actor         | Adalberto Parra                  | Nominado  |
| Mejor actor coestelar      | Carlos Ferro                     | Ganador   |
| Mejor actriz juvenil       | Ela Velden                       | Ganadora  |
| Mejor actor juvenil        | Germán Bracco                    | Ganador   |
| Mejor actriz de reparto    | Julia Urbini                     | Ganadora  |
| Mejor actor de reparto     | Carlos Valencia                  | Nominado  |
| Mejor dirección de cámaras | Armando Zafra y Luis Rodríguez   | Ganadores |
| Mejor dirección de escena  | Eric Morales y Juan Pablo Blanco | Ganadores |
| Mejor reparto              | Giselle González Salgado         | Ganadora  |
| Mejor tema musical         | Pablo Alborán                    | Ganador   |

### TV Adicto Golden Awards 2017
| Categoría                    | Nominado (a)             | Resultado |
| ---------------------------- | ------------------------ | --------- |
| Mejor telenovela de Televisa | Giselle González Salgado | Ganadora  |